# Inhibiteurs (cycle des Inhibiteurs)
Pour les articles homonymes, voir Inhibiteur.
Les Inhibiteurs sont des machines menaçant l’Humanité dans le cycle de fiction des Inhibiteurs d’Alastair Reynolds. Ils sont aussi appelés les Loups par les conjoineurs, bien que ces machines elles-mêmes ne se donnent aucun nom.
La raison de leur existence est l’élimination des formes de vie intelligentes, par différentes techniques, de la plus brutale à la plus subtile. Ils sont responsables du “vide” de civilisation qui attend les hommes alors que ces derniers commencent à explorer la galaxie. Après les “élagages” effectués par les Inhibiteurs, il ne reste que des vestiges des civilisations visées comme les Amarantins.
Issus de la Guerre de l’Aube, ils constituent donc les acteurs les plus anciens de la galaxie. Agissant en essaims impitoyables, ils ne sont pas réellement conscients et “obéissent” à des directives. Lors des opérations d’extermination des maitres-d’œuvres conscients sont éveillés parmi les Loups afin de diriger et choisir les meilleures méthodes.

## Voir également
- Les Berserkers dans la série éponyme de Fred Saberhagen
- Les Moissonneurs dans la saga MASS EFFECT
- Les Mécas du Cycle du centre galactique de Gregory Benford
- Les vaisseaux autoreproducteurs Chicxulub dans Permanence de Karl Schroeder
- Les IA du TechnoCentre dans l’univers des Cantos d'Hypérion de Dan Simmons
- Les Machines Pensantes dans l’univers de Dune de Frank Herbert